# 앨리사 리예스
앨리사 리예스(Alisa Reyes, 1981년 2월 3일 ~ )는 미국의 배우, 성우이다.
뉴욕에서 태어났다.

## 출연 작품

### 텔레비전
- All That (1994-97, 2019-20)
- 더 볼드 앤 더 뷰티풀 (2001)
- 더 프라우드 패밀리 (2001-05) - 목소리
- 사인펠드 (2007)

### 영화
- A Sight for Sore Eyes (2005) - 단편
- 더 프라우드 패밀리 무비 (2005) - 목소리
- Freezer burn (2005)
- 포르노 메이커 (2014, My Trip to the Dark Side)